# Patria (sèrie de televisió)
Patria és una sèrie de televisió espanyola de drama històric produïda per Alea Mitjana per a HBO Espanya. La sèrie està basada en la novel·la Pàtria de Fernando Aramburu, guanyadora del Premi de la Crítica de narrativa castellana. A l'obra s'explica la història de dues amigues que passen durs moments durant les accions armades d'ETA al País Basc.
El primer tràiler es va publicar el 12 de març de 2020. Mesos després, per no haver-se pogut estrenar la sèrie a causa de la pandèmia, el segon avançament es va fer públic el dia 30 d'agost de 2020. La sèrie es va estrenar simultàniament a 21 països el 27 de setembre de 2020.
La revista Variety la va considerar una de les quinze millors sèries de televisió internacionals de 2020.

## Sinopsi
Patria és l'adaptació televisiva de la novel·la homònima, escrita per Fernando Aramburu. L'argument relata l'impacte que el conflicte basc té sobre les dues cares de la societat i com la gent corrent viu la situació. D'una banda, s'explica la història dels contraris a ETA i, d'altra banda, la d'aquells que tenen algun tipus de relació personal amb l'organització armada.
La ficció narra les conseqüències del terrorisme a través de dues famílies que, un temps enrere, havien estat inseparables. En el moment de la història, però, es troben en llocs oposats de la societat. Tot i la diferència de classe social, Bittori i Miren eren molt bones amigues. La seva relació, però, canvia quan el marit de Bittori, Txato, és assassinat a la porta de casa. Des d'aquell dia, la vida de Bittori i la dels seus fills canvia per complet. El fill de Miren és militant d'ETA, cosa que provoca el trencament de l'amistat.
Des d'aquell moment, les dues famílies han de superar el dol i a les contradiccions morals, així com seguir amb les seves respectives vides. El dia que ETA anuncia el final de la seva lluita armada, Bittori, que ara viu a Donostia, decideix retornar al seu antic poble. Allà ja no s'hi troba com a casa, però necessita parlar amb l'amiga, per saber qui va matar el seu marit.

## Repartiment

### Repartiment principal
- Elena Irureta com Bittori
- Ane Gabarain com Miren
- José Ramón Soroiz com Txato
- Mikel Laskurain com Joxian
- Loreto Mauleón com Arantxa
- Susana Abaitua com Nerea
- Eneko Sagardoy com Gorka
- Íñigo Aranbarri com Xabier
- Jon Olivares com Joxe Mari

### Repartiment secundari
- María Isabel Díaz Llac com Celeste
- Alvar Gordejuela com Juancar
- Fernando Guallar com Quique
- Begoña Maestre com Aránzazu
- Patxi Santamaría com a Don Serapio
- Íñigo de la Iglesia com Patxi
- Lander Otaola com Jokin
- Mikele Urroz com Josune
- Chechu Salgado com Patxo
- Nagore Aramburu com Txopo

## Episodis
| N. ep. | Títol                          | Dirigit per     | Escrit per      | Data d'estrena original |
| ------ | ------------------------------ | --------------- | --------------- | ----------------------- |
| 1      | «Octubre benigno»              | Félix Viscarret | Aitor Gabilondo | 27 de setembre de 2020  |
| 2      | «Encuentros»                   | Félix Viscarret | Aitor Gabilondo | 27 de setembre de 2020  |
| 3      | «Últimas meriendas»            | Félix Viscarret | Aitor Gabilondo | 4 d'octubre de 2020     |
| 4      | «Txato, entzun, pim, pam, pum» | Félix Viscarret | Aitor Gabilondo | 11 d'octubre de 2020    |
| 5      | «El país de los callados»      | Óscar Pedraza   | Aitor Gabilondo | 18 d'octubre de 2020    |
| 6      | «Patrias y mandangas»          | Óscar Pedraza   | Aitor Gabilondo | 25 d'octubre de 2020    |
| 7      | «Pan ensangrentado»            | Óscar Pedraza   | Aitor Gabilondo | 1 de novembre de 2020   |
| 8      | «Mañana de domingo»            | Óscar Pedraza   | Aitor Gabilondo | 8 de novembre de 2020   |

## Estrena
La sèrie preveia la seva presentació al festival Séries Mania de França el mes de març, abans de ser estrenada definitivament el 17 de maig, però amb l'arribada de la pandèmia de malaltia per coronavirus de 2019-2020, la sèrie es va ajornar 6 mesos, sent-ne la seva data d'estrena definitiva el 27 de setembre de 2020.